# Salicorne d'Europe
Salicornia europaea
Espèce
Classification phylogénétique
La Salicorne d'Europe est une espèce de plantes du genre Salicornia et de la famille des Chenopodiaceae selon la classification classique, ou des Amaranthaceae selon la classification phylogénétique.

## Description
La Salicorne d'Europe est une plante annuelle comestible (les variétés vivaces sont très amères), une herbacée présente dans les zones tempérées de tous les continents. Haute d'environ 20 cm, elle est répandue en France sur toutes les côtes maritimes et dans les marais salés. En Europe, elle naît dès la fin de l’automne et végète tout l’hiver jusqu’aux premières chaleurs. Les premières ramifications se forment et, au milieu du printemps, la plante mesure de 6 à 8 centimètres. À maturité, elle devient ligneuse (seules les extrémités des rameaux sont encore tendres) et peut atteindre 30 centimètres.
La floraison a lieu d'août à septembre ou octobre. De petites fleurs apparaissent de part et d’autre des tiges et la salicorne prend des allures de bruyère. Puis, les graines se forment, la plante se dessèche. Après germination, les premières plantules apparaîtront durant l’hiver et végéteront jusqu'au réchauffement du printemps.

## Usages

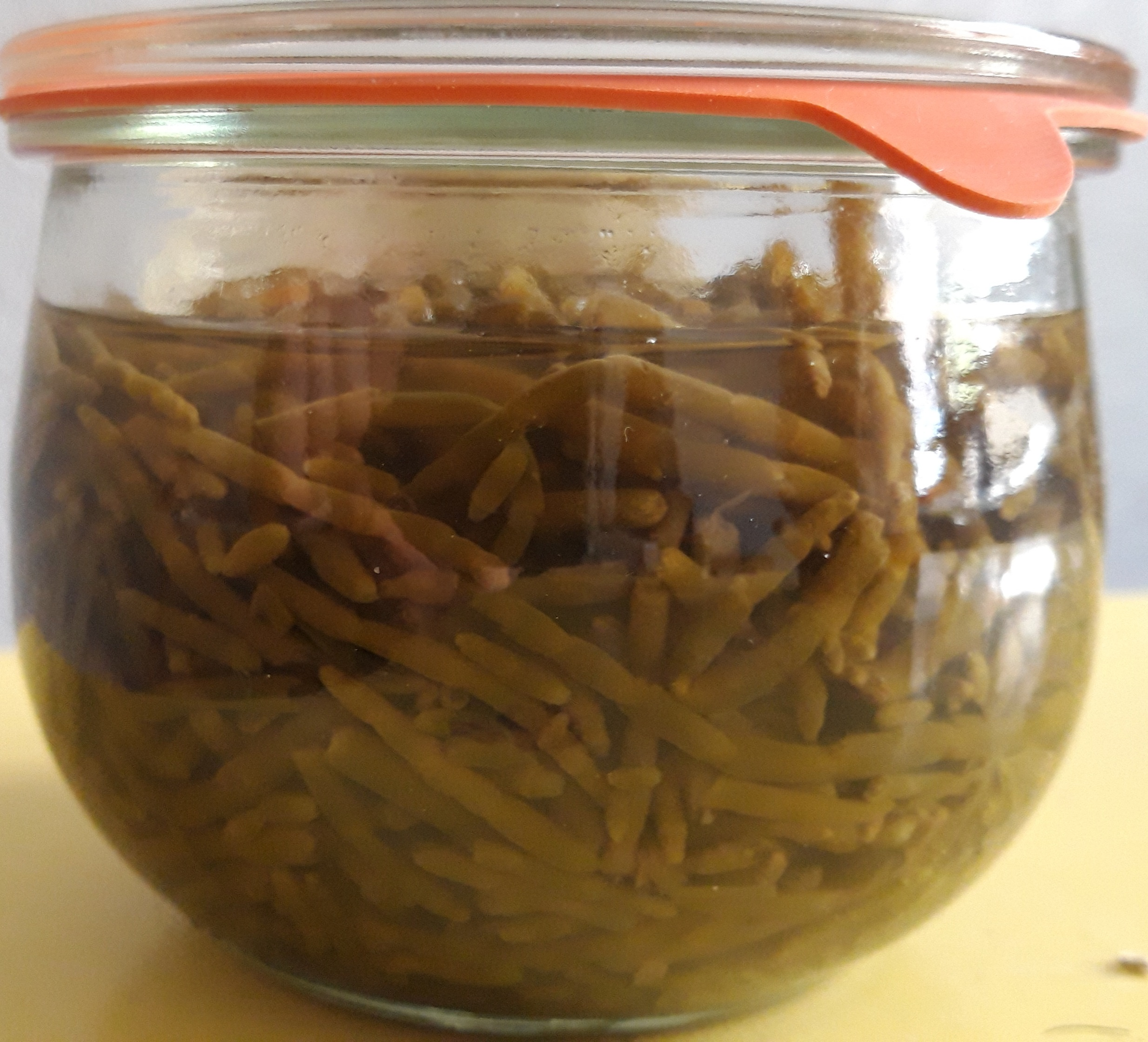
Bocal de salicornes au vinaigre.

Les tiges tendres de la salicorne jeune, récoltée en mai/juin, peuvent se déguster crues, nature ou en vinaigrette. Plus tard, la salicorne devient un peu amère et il est préférable de la blanchir. Quelques minutes dans l’eau bouillante suffisent à lui ôter son amertume et le sel en excès. Elle sera alors cuisinée comme l’épinard, à la vapeur, à l’eau non salée ou revenue à la poêle. La salicorne fraîche, très fragile, ne se garde pas plus de deux jours au réfrigérateur.
On la trouve aussi conservée dans du vinaigre comme les cornichons, avec les mêmes utilisations culinaires qu'eux : accompagnement de viandes froides, assaisonnement de salades, ...

## Composition
La salicorne est riche en potassium. Elle était utilisée pour fabriquer de la potasse caustique, un produit extrêmement alcalin, terme qui doit son nom à l’arabe al-qalyah — القَلْيَة (qui signifie « cendre de salicorne »).

## Galerie

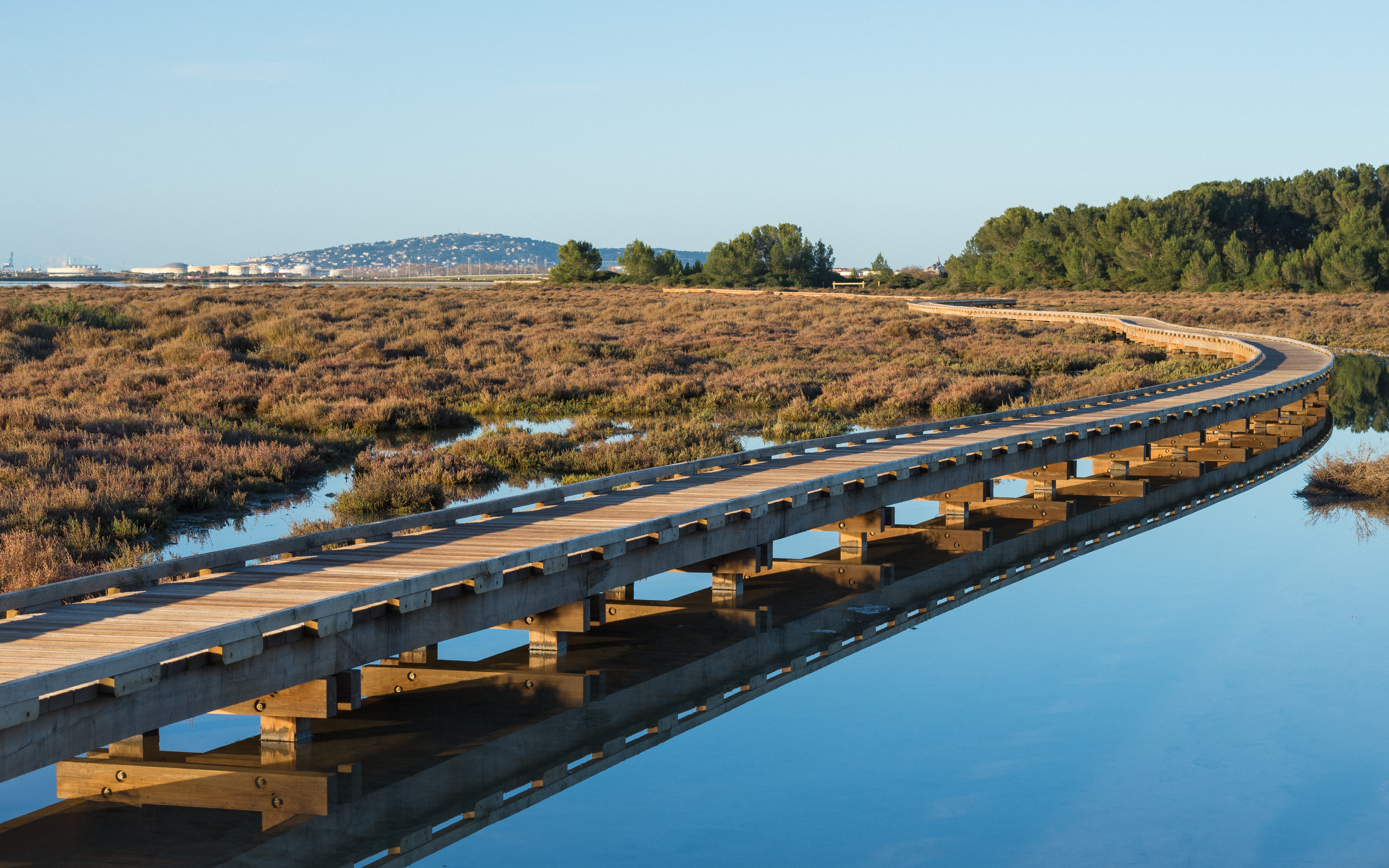
Tapis de Salicorne d'Europe près du Bois des Aresquiers, Hérault, France.
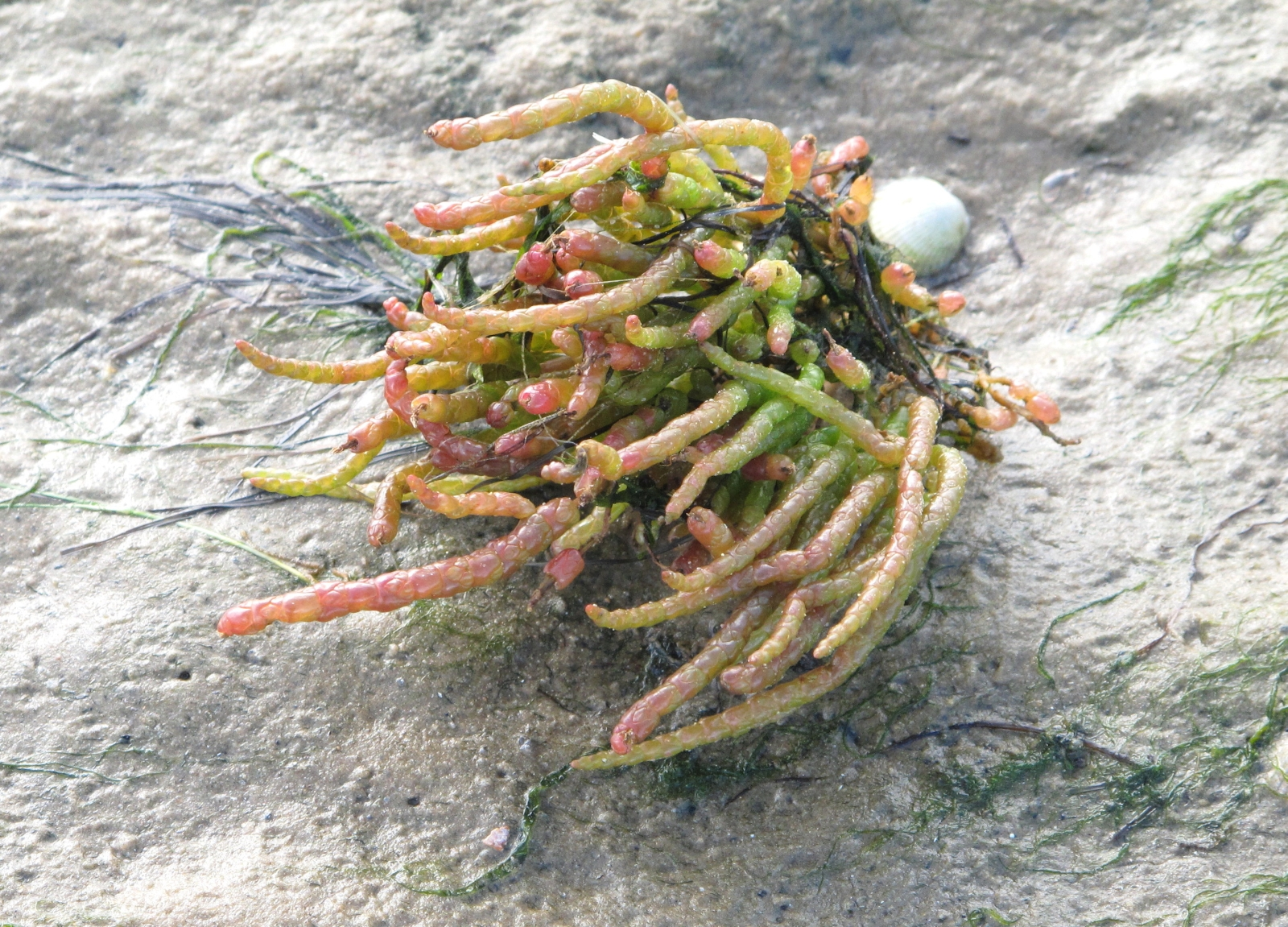
Salicorne d'Europe au mois de septembre.
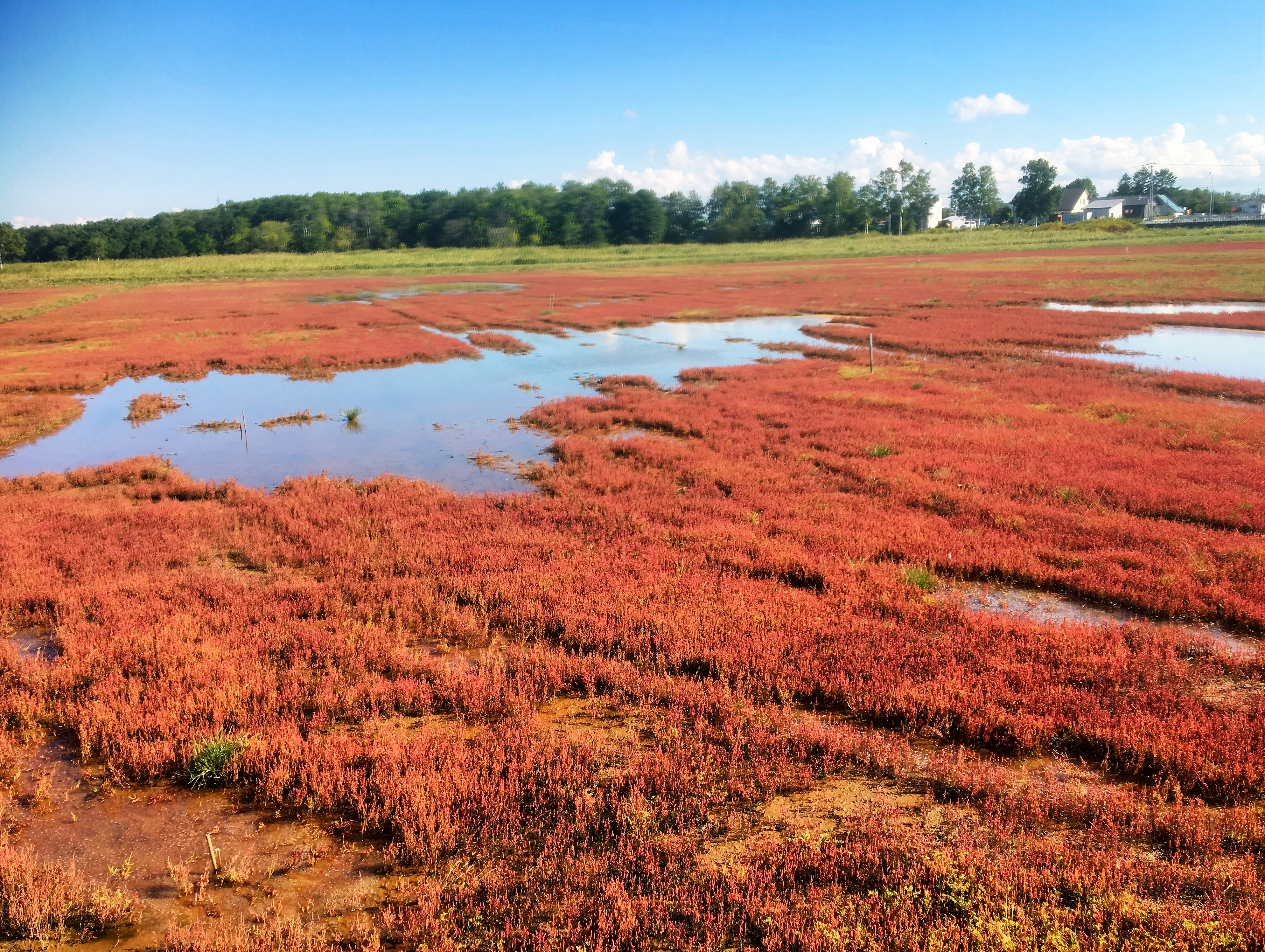
Automne.